# Ruan Sims
Ruan Sims, née le 4 février 1982, est une joueuse australienne de rugby à XV, de 1,75 m pour 84 kg, occupant le poste d'ailière ou trois-quarts centre (no 11 ou 14, 12 ou 13) pour l'équipe de Waverley (province de Nouvelle-Galles du Sud) et en sélection nationale pour l'équipe d'Australie.

## Biographie
Ruan Sims a été sélectionnée pour la Coupe du monde de rugby à XV féminine 2006.
Elle a inscrit 4 essais le 31 août pour le premier match contre l'Afrique du Sud.
Sa mère Jacky est une ancienne basketteuse internationale et elle a pratiqué le rugby à XV. Son frère Ashton joue actuellement au rugby à XIII avec les St George Illawarra Dragons en National Rugby League.

## Parcours
- Waverley (province de Nouvelle-Galles du Sud)   Australie

## Palmarès
(Au 15/08/2006)
- Sélections en équipe d'Australie.
- Participation à la Coupe du monde 2006